# يواكيم ريف
يواكيم ريف (بالإسبانية: Joaquim Rifé) لاعب كرة قدم إسباني دولي ولد في العام 1942 في مدينة برشلونة ،  لعب مع نادي برشلونة في مركز الدفاع بين عامي 1964 و1976، ويعتبر ريف واحد ممن حملوا إشارة القيادة للفريق الكاتلوني. بعد اعتزالة اللعب عاد مجدد إلى نادي برشلونة كمدرب لمدة عام واحد 79- 80  وخلال تلك الفترة قاد الفريق للظفر بأول لقب لبطولة كأس أبطال الكؤوس الأوروبي.

## روابط خارجية
- يواكيم ريف على موقع قاعدة بيانات كرة القدم.إي يو (الإنجليزية)
- يواكيم ريف على موقع ناشيونال فوتبول تيمز (الإنجليزية)
- يواكيم ريف على موقع عالم كرة القدم.نت (الإنجليزية)